# Шовкопряди похідні
Шовкопряди похідні (Thaumetopoeidae) — родина метеликів. Близько 300 видів. В Україні зустрічаються два види: шовкопряд похідний дубовий (Thaumetopoea processionea) і шовкопряд сосновий (Thaumetopoea pinivora). Пошкоджують листя дуба і хвою сосни.